# ローライズ
ローライズとは、衣服のデザインの一種。

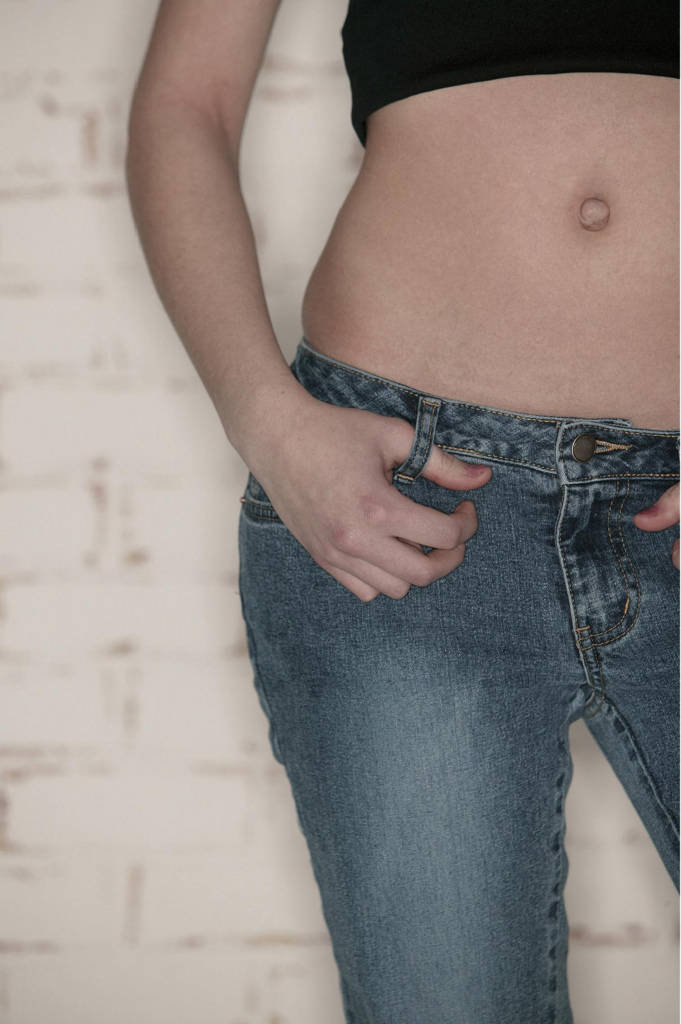
ローライズジーンズ

パンツなどのボトムスにおいて股上（またがみ）が浅いものを指す。フロントボタンがへそより下にくることが特徴。

## 概要
主に女性向けのファッションであるが、ジーンズを中心に男性用のローライズパンツも販売されるようになった。
腰周りに注目が集まることで、ウエストから上半身がスマートに見えるという特徴がある。また、腹が出た場合に一番出っ張る部分はへその辺りだが、ローライズパンツの場合ベルトをそこより下で締めるため、結果として腹部を圧迫せずに穿くことができる。
ローライズおよびヒップハングの日本での流行は、1960年代から1970年代にすでに見られたが、当時は丈が長くゆったりとした上着と合わせる姿が一般的であった。2000年頃から欧米の女性歌手や女優のファッションとして国内に入ってきたローライズでは、丈の短い上着と合わせて腰周りや腹部を露出したファッションで多く使用されている。
デメリットとしては、屈んだ際にショーツやパンティーなどの下着、あるいは臀部そのものが腰の上から見えやすいという点である。